# Rhinolaemus maculatus
Rhinolaemus maculatus là một loài bọ cánh cứng trong họ Laemophloeidae. Loài này được Steel miêu tả khoa học năm 1954.